# Daniel Martinazzo
Daniel Martinazzo (San Juan, 9 gennaio 1958) è un hockeista su pista e dirigente sportivo argentino.